# Bink Video
Bink Video è un formato di file proprietario (estensione .bik) sviluppato da RAD Game Tools ed usato soprattutto nei videogiochi per Xbox, Xbox 360, PlayStation 2 e 3, GameCube, PC, Wii, Nintendo DS e PSP.
Il formato include propri codec audio e video, supporta risoluzione a partire da 320x240 fino all'alta definizione.